# Лэддон, Исаак Махлин
Исаак Махлин Лэддон (25 декабря 1894 — 14 января 1976) — американский авиационный инженер и конструктор.

## Биография
Родился в Гарфилде, штат Нью-Джерси. Он получил образование в Университете Макгилла в Монреале в 1915 году. В 1917 году он присоединился к Центру экспериментальных и технических испытаний ВВС США в Маккук-Филд, штат Огайо, и в течение двух лет стал главным конструктором по разработке всех крупных самолетов. Он получил множество патентов в авиационной промышленности.
Он присоединился к Consolidated Aircraft Company в качестве главного инженера в 1927 году. Его проекты включали Admiral Flying Boat 1928 года, первую в серии знаменитых гидросамолетов Consolidated, которые в последующем стали PBY Catalina, которых всего было построено 3282 экземпляра. Его B-24 Liberator самый многочисленный среди всех бомбардировщиков времен Второй мировой войны и до сих пор числится как самый производимый многомоторный самолет любого типа в истории. Он также отвечал за проектирование обтекаемых авиалайнеров Convair, используемых коммерческими авиакомпаниями по всему миру.
Умер в Сан-Диего.